# Baltimore Orioles (século XIX)
Baltimore Orioles foi uma equipe de beisebol do século XIX membro da American Association e da  National League (organizada em  1876) de 1882 até 1899. O clube, que teve vários futuros membros do Hall of Fame, terminou em primeiro lugar em três anos consecutivos (1894–1895–1896) e venceu o campeonato nacional "Temple Cup" em 1896 e 1897. Apesar de seu sucesso o Orioles foi retirado da Liga após a temporada de 1899, quando a Liga Nacional reduziu seu número de equipes e franquias de 12 para 8, o que permaneceu pelos próximos 50 anos. Esta controversa decisão resultou no crescimento da antiga Western League, o que levou a uma nova liga organizada, a Liga Americana em 1901 da qual o Baltimore Orioles foi um membro proeminente em suas primeiras temporadas travando uma "guerra" com os antigos "Nationals".

## História
A equipe foi fundada em 1882 como membro fundador da American Association, que era então uma grande liga. Após muitos anos de mediocridade, o time saiu fora da liga em 1889, mas voltou em 1890 para substituir o último colocado, Brooklyn Gladiators que tinha saído durante a temporada. Após a Associação fechar, o Orioles se juntou a National League em 1892. O início do que viria a se tornar uma equipe lendária pode ser atribuída a junho de 1892, quando Harry Von der Horst contratou Ned Hanlon para treinar o Orioles, dando-lhe um grande plantel e plena autoridade sobre as operações de beisebol. Ned mudou com sua família para uma casa que ficava a uma quadra da Union Park.
Após dois anos terminando a temporada perto do fim da tabela, o Orioles venceu três flâmulas consecutivas com diversos futuros membros do Hall of Fame sob a direção do jogador/técnico Ned Hanlon de 1894 to 1896. A seguir conseguiram dois vice-campeonatos consecutivos. Consequentemente, eles participaram em todas as quatro edições da série Temple Cup, vencendo em 1896 e 1897. Após o segundo lugar em 1898, Hanlon e a maior parte das estrelas do time (exceto John McGraw e Wilbert Robinson) se mudaram para o Brooklyn Dodgers da National League pela propriedade conjunta dos dois times.
Terminaram em quarto lugar em 1899, a National League eliminou quatro times do circuito, o Orioles entre eles. O jogador/técnico John McGraw seguiu em suas tratativas para abandonar a National League e formar um clube na liga rival  Liga Americana (que foi formada pelo novo presidente Ban Johnson à partir da liga menor Western League), em  1901. (O recém-formado A.L. Orioles ficaram em Baltimore por apenas duas temporadas antes de se mudarem para Nova Iorque com o acordo "o preço da paz" sendo estabelecido em 1903 entre o circuito mais antigo e seu novo rival, permitindo que os "Americans" tivessem representatividade também na "Big Apple" como um sinal de respeitabilidade. A velha franquia Oriole sob a direção de McGraw se tornou conhecida como o "New York Highlanders" ou ocasionalmente "New York Americans", e se tornando em 1913 o New York Yankees.)
Uma franquia da antiga Eastern League preencheu o vazio deixado pelo Orioles em 1903, incluindo jogadores locais e o futuro ícone do beisebol, Babe Ruth, e Lefty Grove, ganhando seis títulos consecutivos, 1919–1925 na "Triple A" (AAA) das ligas menores na reorganizada International League (após 1911), mas o beisebol profissional de alto nível não retornaria à Baltimore até o St. Louis Browns voltar a cidade em 1954.

### Estádio
O Orioles jogou por pouco tempo no antigo Oriole Park, no bairro de Harwood, sul do distrito de Waverly, localizado nas ruas 29 e Barclay Street,  (apenas um quarteirão à oeste da Greenmount Avenue) de 1890 até 1891. Durante a temporada de 1891, o Orioles se mudou poucos quarteirões para o Union Park na Huntington Avenue (mais tarde renomeada 25th Street) e Greenmount Avenue, onde jogariam e venceriam seus famosos três campeonatos consecutivos da antiga "Temple Cup" em 1894–1895-1896. Infelizmente, foram retirados da National League após a temporada de 1899 quando a Liga, de maneira controversa, reduziu seu número de equipes de 12 para 8, o que perdurou pelo próximo meio século.

## Estrelas
O Orioles original foi um dos times mais lendários na história do jogo. Gerenciado por Ned Hanlon, o Orioles venceu flâmulas da National League em 1894, 1895 e 1896, e ostentou alguns dos mais pitorescos jogadores na história incluindo John McGraw, Wee Willie Keeler, Hughie Jennings, Joe Kelley, Wilbert Robinson e Dan Brouthers.
Personagens que praticamente inventaram o beisebol "científico", a forma do beisebol ser jogado antes do home run se tornar a norma nos anos 1920. Como o estilo conhecido hoje como "small ball", a estratégia conhecida como "inside baseball" do Orioles apresentava um arremesso preciso, táticas de  "hit and run",  roubo de bases e um preciso "bunt". Uma jogada, onde o rebatedor deliberadamente rebate a bola na superfície do campo interno, acima do defensor, com força suficiente para que o rebatedor alcance a primeira base antes do time oponente possa eliminá-lo permanece conhecida como Baltimore Chop.
Matt Kilroy conseguiu um no-hitter para o Orioles em 6 de outubro de 1886. Bill Hawke conseguiu outro em 16 de agosto de 1893, o primeiro no-hitter com a distância atual do montinho de 18 metros e 47 centimetros. Jay Hughes obteve o terceiro no-hitter para o Orioles em 22 de abril de 1898.

## Jogo sujo e malicioso
O que se pode chamar de jogo malicioso, sujo ou "comportamento anti-social" em campo, do Orioles dos anos 1890, foi registrado e quantificado no livro de 2005, Cap Anson 3: Muggsy John McGraw and the Tricksters: Baseball's Fun Age of Rule Bending.
Uma das mais fortes conclusões do livro é que "na quantidade de linguagem vil, eles eram talvez três vezes piores do que qualquer outro time." Uma das principais razões é que eles tinham John McGraw. Em 1899, o Pittsburg [sic] Times disse que McGraw, fora de campo, é "uma dos mais agradáveis cavalheiros jogando beisebol profissional. Ele não se acha o tal sobre sua posição e pode, inteligentemente, discutir o jogo de qualquer ponto". Em campo, no entanto, ele se torna "tão envolvido com o esporte que na hora, ele faz coisas que nunca pensaria em fazer em outros momentos.

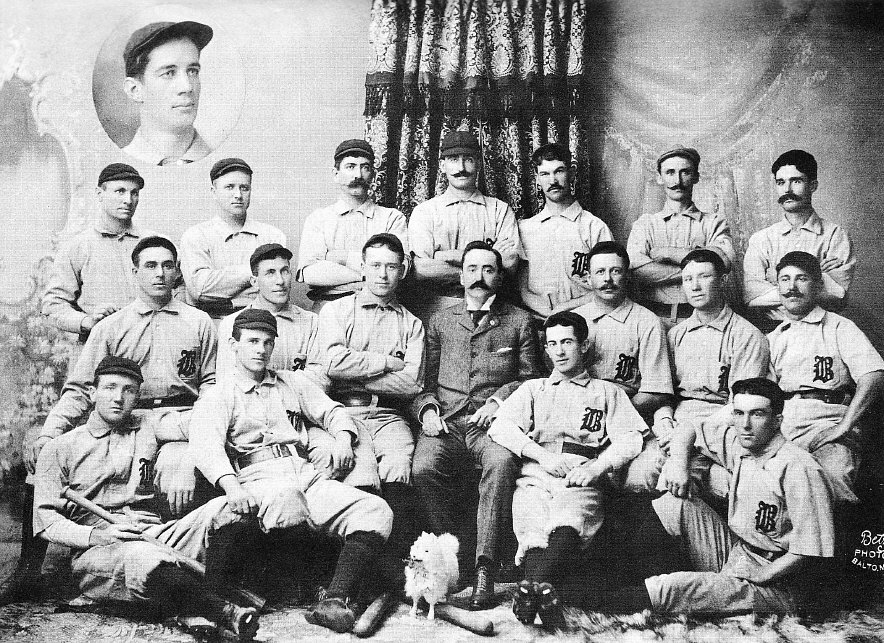
O Baltimore Orioles de 1896.

Nesta época, o Presidente da National League, Nicholas E. "Nick" Young, enquanto sabatinava McGraw sobre seu tratamento em relação aos umpires, disse que respeitava seu jogo. Também disse que McGraw "lê bastante, é espirituoso e brilhante, e faz muitos comentários sagazes em sua conversas". E acrescentou, que McGraw paga sua multas prontamente.
Um artigo de uma série em 1934 sob a assinatura de McGraw na revista Liberty, mas escrito por Edgar Forest Wolfe, continha prosa sobre o uso dos cravos dos calçados para intimidar: "No antigo clube Baltimore costumávamos manter uma fileira de lixas penduradas na parede logo atrás do banco de reservas, do lado de fora dos vestiários dos jogadores visitantes, e assim que o time visitante ia para o campo para o aquecimento, nós sentávamos lá e lixávamos nossos cravos."
O livro de 2005 não encontrou nenhuma reportagem dos anos 1890s que dizia que o Orioles tentava intimidar seus oponentes daquela maneira. O livro conclui: "Certamente, um jogador adversário teria uma estória engraçada para contar sobre isso a um jornal que não fosse de Baltimore. Tal estória parece não existir. Voltando aos anos 1890s, incluindo jornais dos adversários do Baltimore, mostram apenas um caso de uso dos cravos por uma estrela do Orioles em uma década inteira. Aconteceu com McGraw contra Arlie Latham do Cincinnati em julho de 1893, e ele fez isso depois da jogada encerrada, colocando seu pé na mão de Latham. Ele não sangrou."
Ao invés de "cravos voadores," eram na verdade "bocas voadores" que fizeram o Orioles dos 1890s se destacarem.
Em 1896, o jogador aposentado Jimmy "Pud" Galvin disse que, como jogador, "Eu nunca ouvi coisas repugnantes ou vis como [Cleveland's Patsy] Tebeau, [Jack] O’Connor e outros jogadores do Baltimore estão usando agora. Ele acrescentou: "Estou atônito que um um cara quieto e companheiro despretensioso como [o técnico do Baltimore] Ned Hanlon tenha tolerado isto em seu clube. Claro, houve três jogadores nos velhos tempos que perdiam a paciência e xingava o árbitro, mas eles não levavam isto ao extremo.
Em 1895, após um jogo do Baltimore em Pittsburgh, o jornal Pittsburgh Commercial Gazette disse: "É muito engraçado ver os jogadores do Baltimore brigar e xingar entre eles quando a bola vai embora. Ontem, [Steve] Brodie, [Joe] Kelley e [Willie] Keeler tiveram uma grande discussão no campo externo." Em vão, no dia seguinte, Brodie tentou parar uma bola com o pé. Kelley, Keeler, Hughie Jennings, Kid Gleason e McGraw "todos começaram a dizer a Brodie que adorável fracote ele era, que ele deveria voltar e levar o balde de carvão (expressão significado um trabalho manual), etc. Brodie ficou louco e devolveu aos jogadores da mesma maneira."
Outras estórias que o livro considera engraçadas, mas não confirmadas pela cobertura contemporânea, inclui a alegação, primeiramente feita por J. Raymond "Jim" Price na revista Baseball Magazine em 1910, que a estória seguinte se deu durante um jogo do Brooklyn em Baltimore em 1896. Com as bases lotadas, o interbases Jennings jogou a bola descontroladamente para o home plate. Após acertar um seixo, a bola parou dentro de um balde com água que estava no campo. O catcher Wilbert Robinson, ao colocar sua mão no balde, pegou uma esponja. Ele atirou a esponja para o arremessador Sadie McMahon que cobria o home plate, que "tocou a esponja, ainda ensopada, no [corredor] Mike Griffin, que venha deslizando desesperadamente. Mike se dirigiu ao banco parecendo um rato molhado."
O livro de 2005 desenterrou uma estória de 1900, pelo imaginativo escritor Charles Dryden, que vagamente se assemelhava ao escrito acima. Dryden diz que Cincinnati, alguns anos antes, perdeu um jogo de exibição em  Maysville, Kentucky, quando uma bola voadora para o campo externo caiu dentro de uma lata de estanho. Com a bola ainda dentro da alta, o jogador arremessou a lata. Lata em mãos, um jogador do Cincinnati tocou o corredor com ela, e o umpire decidiu que o corredor estava salvo. O raciocínio do umpire foi que a bola não tinha tocado o corredor. Dryden escreveu, ""Claro, os jogadores do visitante [Cincinnati] ficaram muito indignados, e o primeira base do Cincinnati, Jake Beckley, declarou que se chegasse o tempo em que jogadores profissionais tivessem que carregar abridores de lata em campo, ele sairia do negócio. Um dos trabalhos de Arlie Latham (técnico do Cincinnati) em jogos de exibição neste ano era caçar e atirar todas as latas por sobre a cerca antes de cada jogo."

## Primeiros campeões de futebol dos Estados Unidos
Nos anos 1890 as franquias das grandes ligas estavam procurando novas formas de manter seus locais de jogo e jogadores ativos durantes os meses de inverno. Uma solução foi lançar uma liga nacional de futebol mantendo os mesmos nomes, e até mesmo alguns jogadores de seus co-irmãos no beisebol.  O futebol estava crescendo rapidamente em popularidade nos EUA na época mas uma combinação de propaganda pobre, pouca cobertura da mídia, os horários dos jogos e mais importante, os melhores jogadores não corresponderam, como prometido, causar boa impressão com a bola nos pés, levando o público raramente passar de 1000 espectadores por jogo. Quanto tudo já tinha sido feito o Baltimore foram declarados campeões e apesar da positividade dos proprietários e fãs, um segundo campeonato nunca foi organizado e a primeira tentativa de muitas de organizar o futebol nos EUA chegou ao fim